# Лимонна акула
Лимонна акула (Negaprion) — рід акул родини сірі акули. Має 3 види, з яких 1 є вимерлим. Інші назви «гострозуба акула» та «жовта акула».

## Опис
Загальна довжина представників цього виду коливається від 1 до 3,4 м. Максимальна довжина — 3,7 м при вазі 250 кг. Спостерігається статевий диморфізм: самиці більші за самців. Голова широка, масивна. Морда дещо коротка. Паща доволі велика. На верхній щелепі зуби вузькі біля верхівки та широкі в основі, мають нахил всередину пащі та до кутів рота. На нижній щелепі зуби вузькі та трикутні з невеликим бічним вигином. Очі дуже великі. Спина кремезна, торпедоподібна з 2 спинними плавцями. на відміну від інших родів обидва спинні плавця мають однаковий розмір. Одним з відмінностей між видами цього роду є форма спинних плавців (рівних чи напівмісяць). Грудні плавці великі, широкі та різко загострені на кінці.
Забарвлення спини цих акул жовто-коричневе, темно-коричневого, сіро-коричневого кольорів. Черево світло-жовте, біле або бежеве. Шкіра не має плям, забарвлення однотонне. За такий колір акули отримали свою назву.

## Спосіб життя
Це пелагічні риби. Зустрічаються на глибинах від 30 до 90 м біля рифів, естуаріїв, на континентальних та острівних шельфах. Доволі повільні акули. Здатні пристосовуватися до перепаду концентрацій солі, тому іноді запливають в прісні води. Ці акули — одні з небагатьох, хто здатних лежати на дні, пропускаючи воду через зябра, замість того, щоб невпинно патрулювати океан, без можливості зупинитися. Це переважно одинаки, рідко утворюють невеличкі групи.
Активні хижаки. Живляться переважно костистими рибами, інколи дрібними акулами, скатами, молюсками, ракоподібними та морськими птахами. Не гребують падлом.
Статева зрілість настає у 12-15 років. Це живородні акули. Самиці після 10-12 місяців народжує від 10 до 14 дитинчат завдовжки 60-70 см.
Вони надзвичайно допитливі і добре приручаються, а також мають гарну пам'ять. Ці акули є небезпечними для людини. Водночас вони є об'єктом промислового вилову. Використовуються плавці, м'ясо, шкіра, жир та печінка.
Тривалість життя сягає 30 років. Природними ворогами лимонних акул є більш великі хижі акули, а також різні шкірні паразити. У США тримають у неволі з метою випробування на них ефектів дії наркотичних препаратів, серцевих глікозидів, а також вивчення сенсорних структур.

## Розповсюдження
Мешкають у західній та східних частинах Атлантичного океану, також на заході Тихого океану та уздовж майже усього узбережжя Індійського океану.

## Види
- Negaprion acutidens (Rüppell, 1837)
- Negaprion brevirostris (Poey, 1868)
- †Negaprion eurybathrodon (Blake, 1862)